# Lepanthes mirabilis
Lepanthes mirabilis är en orkidéart som beskrevs av Oakes Ames. Lepanthes mirabilis ingår i släktet Lepanthes och familjen orkidéer. Inga underarter finns listade i Catalogue of Life.